# Madonna delle anime purganti tra san Francesco e santa Chiara
La Madonna delle anime purganti tra san Francesco d'Assisi e santa Chiara è un dipinto olio su tela (300×190 cm) di Battistello Caracciolo databile tra il 1622 e il 1625 e conservato presso il Museo nazionale di Capodimonte di Napoli.

## Storia e descrizione
La tela proviene dalla chiesa di Santa Chiara a Nola e per motivi cautelativi, a seguito del crollo del tetto della stessa chiesa durante il terremoto dell'Irpinia del 1980, è stata ricollocata nei depositi del Museo di Capodimonte a Napoli dov'è tuttora.
Il dipinto è stato datato agli anni di maturità del Caracciolo, allorquando, seppur riprendente sempre i modi della pittura caravaggesca, nelle sue opere il Battistello mostra di avviarsi ad una pittura di maggior colore e forma delle composizioni ritratte, secondo i modi di Giovanni Lanfranco e più in generale dalla pittura emiliana, che poté apprendere durante i suoi viaggi a Roma, sicuramente antecedenti il 1617. La tela vede in alto alla composizione la Madonna delle Anime Purganti col Bambino che, con l'ausilio di un angelo (mentre un altro in alto a sinistra guarda la scena) conduce un'anima alla salvazione. In basso invece sono le figure di san Francesco a sinistra e santa Chiara a destra con anche gli attributi classici iconografici a loro corrispondenti, ossia il teschio e il libro da un lato e l'ostensorio dall'altro. Il tessuto rosso che "svolazza" da dosso all'angelo posto in alto alla scena, così come la ripresa della Madonna col Bambino o dei due angeli "della voltatella", sono tutti elementi che richiamano in maniera immediata alle Sette Opere di Misericordia che il Caravaggio eseguì nel 1606 per il Pio Monte della Misericordia, opera alla quale il Caracciolo guardò con molta attenzione traendo dalla medesima, in più occasioni durante la sua vita, svariati spunti pittorici (si pensi all'uomo di spalle che caratterizza sia la tela del Merisi che quella della Liberazione di san Pietro del Battistello).
Il dipinto fu in un primo momento attribuito alle mani di Andrea Vaccaro per poi essere correttamente restituito al Caracciolo intorno alla metà degli anni cinquanta del Novecento. Nel 1981 l'opera fu interessata da un lavoro di restauro conservativo mentre parte della critica moderna ritiene che la stessa abbia funto da modello per la tela a medesimo soggetto di Massimo Stanzione per la chiesa delle Anime del Purgatorio ad Arco di Napoli. La figura della Madonna, infine, nel volto e negli abiti, ma non nella posizione in cui è ritratta, è la medesima di quella che caratterizza la pala della Madonna di Ognissanti compiuta qualche anno prima per il duomo di Stilo.